# Gruve 2

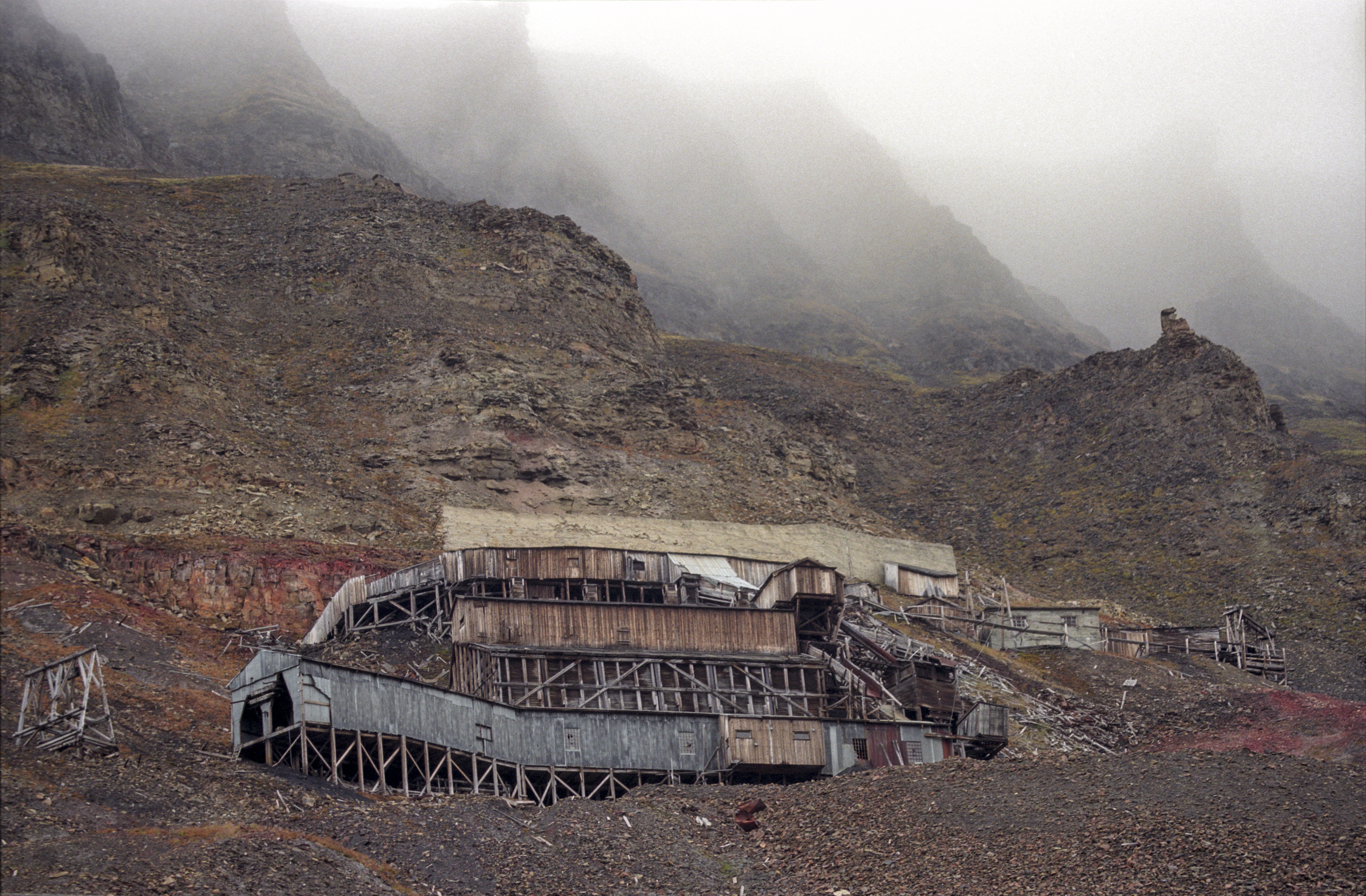
Anläggningen utanför den nyare inslagspunkten, Gruve 2b.

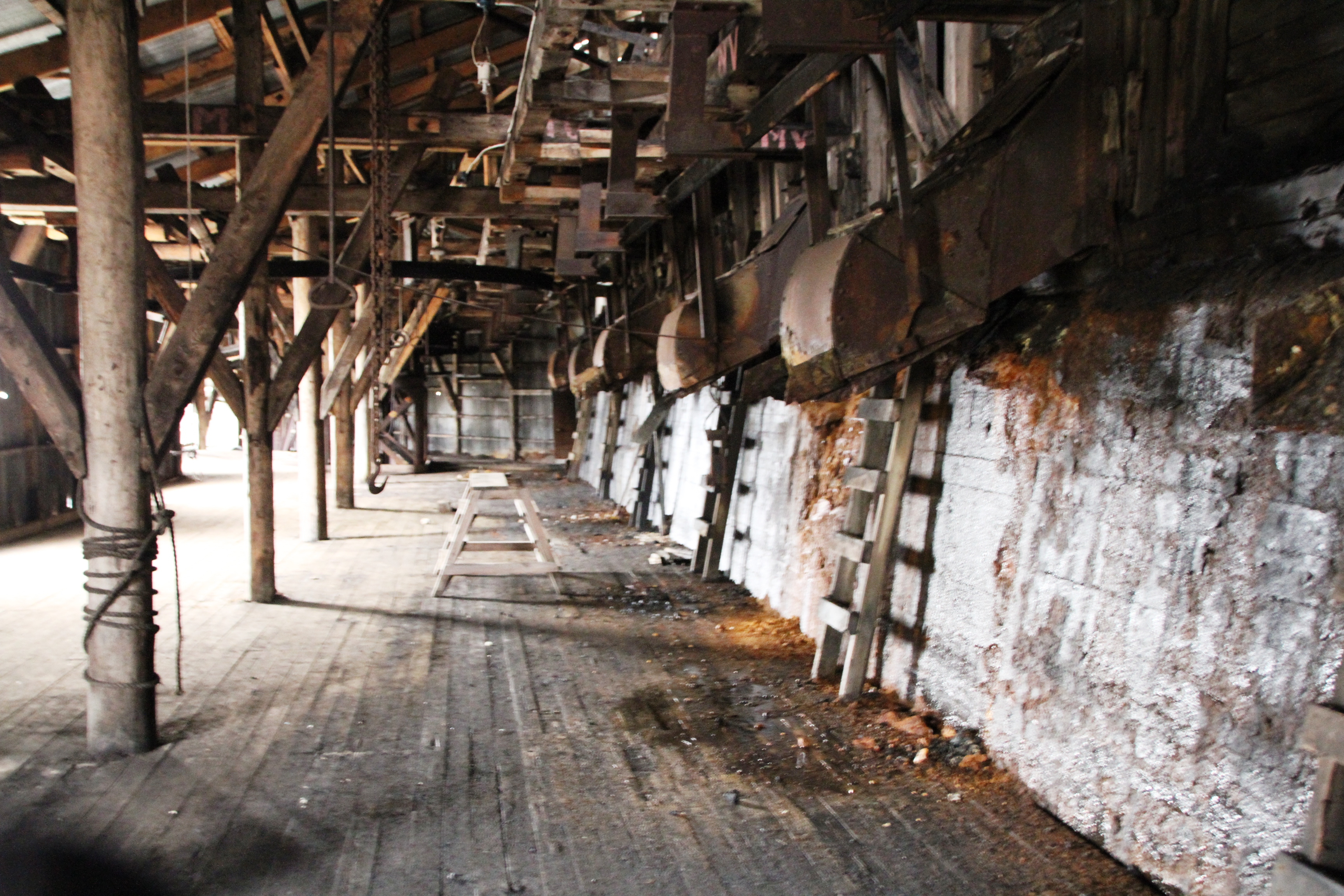
Bild från lossningsanläggningen inne i Gruve 2b.

Gruve 2 var en gruva i Longyearbyen i Svalbard som var i drift mellan 1913 och 1964. Arctic Coal Company hade påbörjat tillredningen av Gruve 2 år 1913, på den motsatta, östliga sidan av Longyeardalen i jämförelse med den äldre Gruve 1. Tillredningen fortsattes av Store Norske Spitsbergen Kulkompani A/S 1918, och efter den store gruvolyckan i Gruve 1 år 1920 påskyndades arbetet med att få igång Gruve 2. Produktionen startade 1921.
Gruve 2 hade under många år en hög produktionsnivå, och så småningom hade orter drivits genom hela bergsmassivet och ut på andra sidan i Endalen. På 1930-talet hade transportvägarna blivit långa och gångarna i kolflötsen så låga att det blev svårt att fortsätta utvinningen. År 1937 upphörde produktionen vid den första inslagspunkten, och en ny inslagspunkt (Gruva 2b) byggdes längre söderut rakt ovanför Nybyen, som ligger längre in i Longyeardalen. Efter Gruve 2b, som lokalt kallats "Julenissegruva", finns idag en stor byggnadsruin. 
Under andra världskriget sköts Gruve 2 i brand av det tyske slagskeppet Scharnhorst som en del av Operasjon Zitronella 1943. Gruvan brann fram till 1962.
Efter krigsslutet började arbetet med att återuppta driften i Gruve 2, och produktionen kom igång igen 1947. I januari 1952 drabbades gruvan av en gasexplosion, varvid sex gruvarbetare omkom. Åren 1960–1964 låg utvinningen nere, med låga kolpriser och med en ny gruva i Platåberget, Gruve 3, öppnad. Från 1964 och fram till dess kolflötsen hade färdigexploaterats vintern 1967/1968 var gruvan åter i produktion.

## Fotogalleri

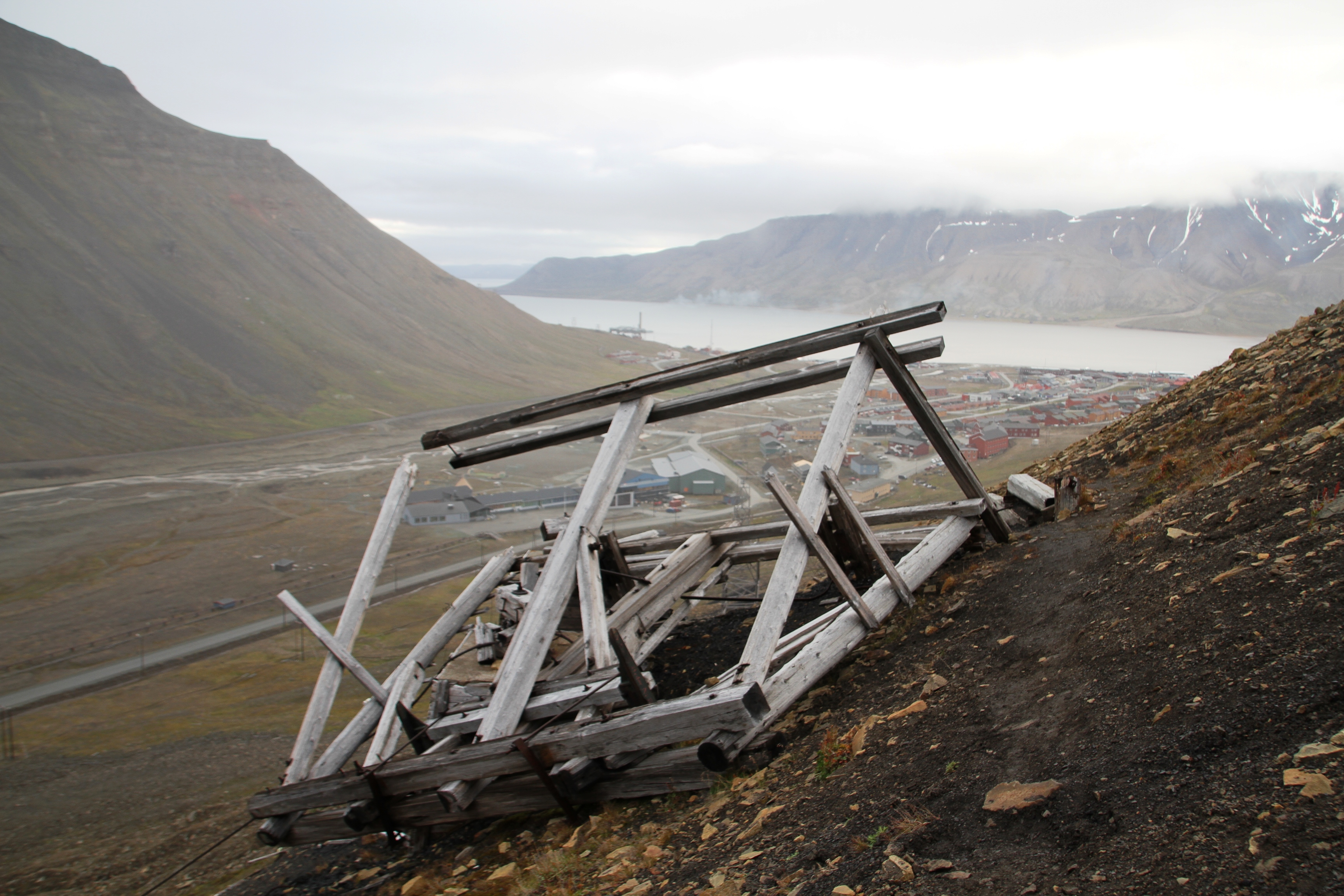
Utsikt från nära Gruve 2b mot Longyearbyen och Adventfjorden
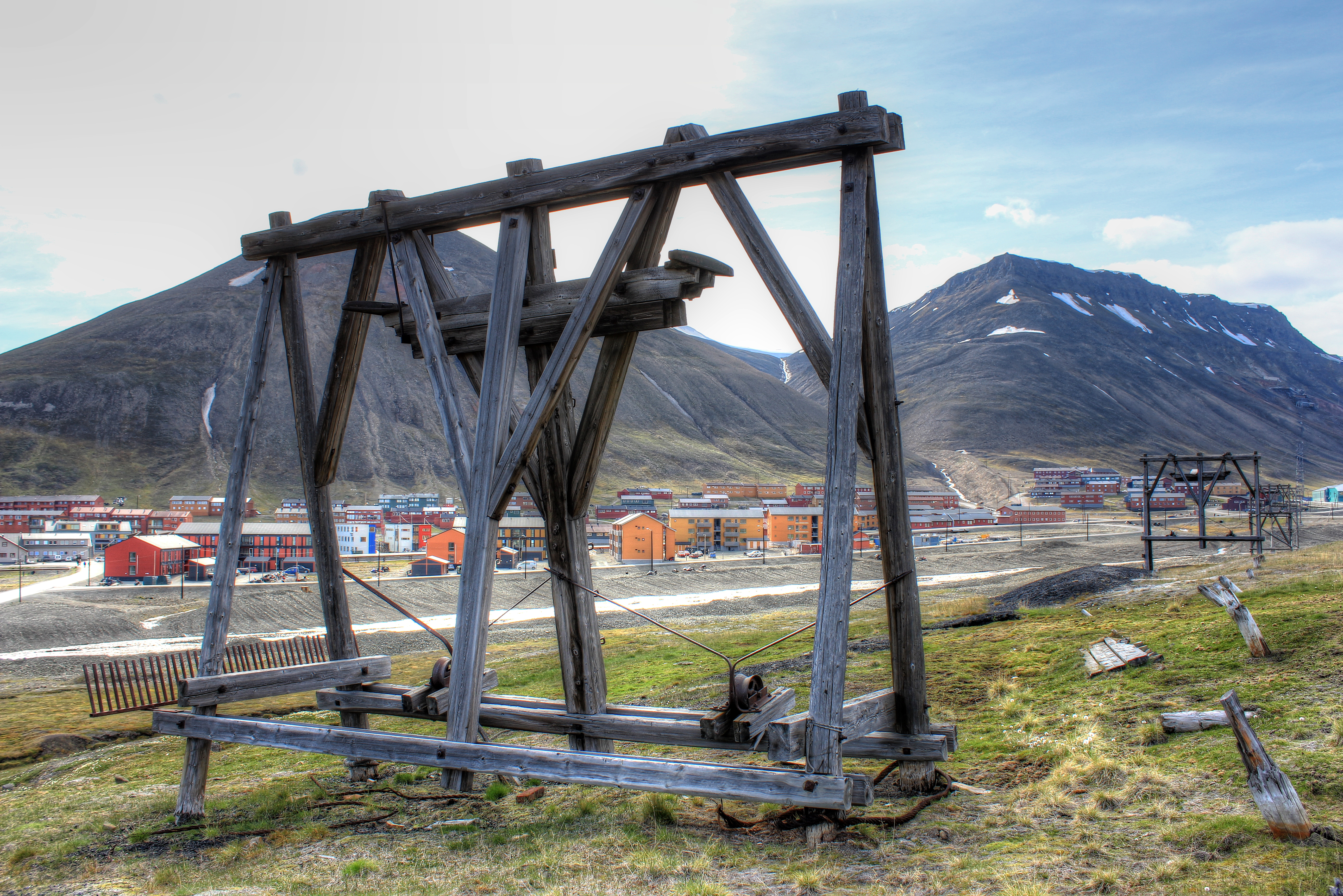
Vy från Skjæringa in i Longyeardalen med Gruva 2b uppe på berget längst till höger
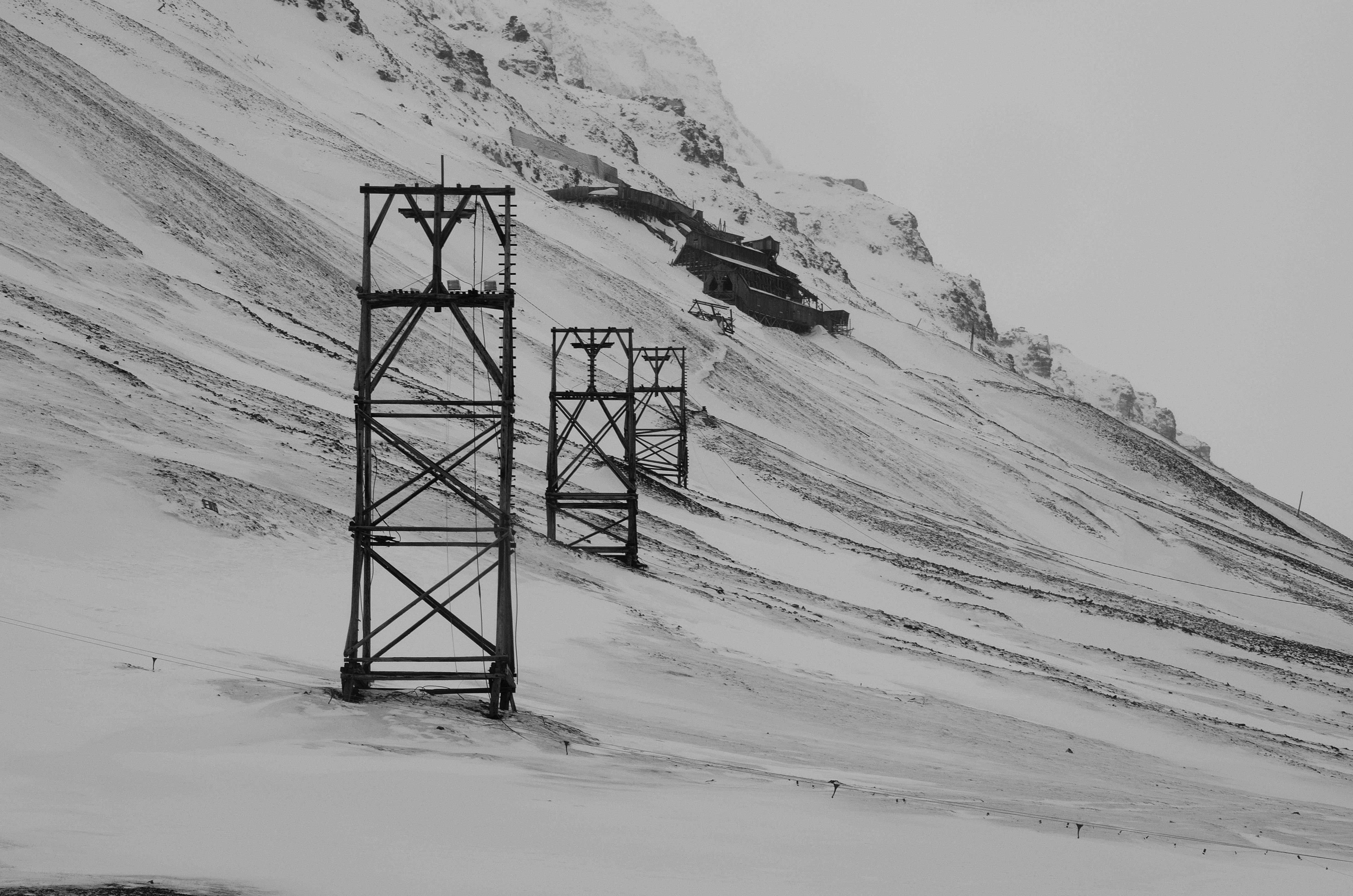
Linbanan mot Gruve 2